# 1450 Raimonda
1450 Raimonda eller 1938 DP är en asteroid upptäckt 20 februari 1938 av den finske astronomen Yrjö Väisälä vid Storheikkilä observatorium. Asteroiden har fått sitt namn efter Jean Jacques Raimond, president för NVWS, ett holländskt astronomisällskap.